# Улица Хаджи Мукана (Алма-Ата)
Улица Хаджимукана (каз. Қажымұқан көшесі) небольшая улица на юге Алма-Аты в Медеуском районе южной столицы.
Названа в честь казахского спортсмена-борца, чемпиона мира по французской борьбе, многократного победителя мировых, региональных, российских, а позже всесоюзных чемпионатов по классической борьбе среди супертяжеловесов Хаджимукана Мунайтпасова.
Улица возникла в 1930—1940-е годы как дорога в центральную усадьбу колхоза «Горный гигант», в период проведения активных археологических раскопок в предгорьях Заилийского Алатау. В районе улицы находилось поселение X—XIII вв. н. э., полностью уничтоженное в ходе строительства города.
После присоединения земель колхоза и посёлка совхоза «Горный гигант» к Алма-Ате улица начала застраиваться многоквартирными домами в 2-5 этажей; проводилось благоустройство.
Нумерация домов идет с востока на запад.

## Здания и сооружения
- На пересечении улицы Хаджимукана с проспектом Достык находится Городская клиническая челюстно-лицевая больница № 5 г. Алматы (1974 г.).
- Гостиницы «Премьер-Алатау», «Шынар» и «Shera».
- жилые комплексы «Рапсодия», «Аскарбек», «Ренессанс».

## Транспорт
Автобус № 48 (улица Утемисова — улица Жанкожа Батыра — набережная улица — улица Емцова — проспект Раимбека — улица Утеген Батыра — улица Толе Би — проспект Достык — улица Жолдасбекова — улица Фурманова — улица Хаджи Мукана — улица Искендирова).
Автобусы № 2 (мкр. Горный гигант - ж.д. вокзал Алматы-1).